# Кирхлинтельн
Кирхлинтельн (нем. Kirchlinteln) — община в Германии, в земле Нижняя Саксония.
Входит в состав района Ферден. Население составляет 10 420 человек (на 31 декабря 2010 года). Занимает площадь 174,13 км².
Коммуна подразделяется на 17 сельских округов.